# Брауліо Муссо
Брауліо Муссо (ісп. Braulio Musso; 8 березня 1930, Лімаче — 18 червня 2025) — чилійський футболіст, що грав на позиції нападника.
Протягом усієї кар'єри виступав за клуб «Універсідад де Чилі», а також національну збірну Чилі, з якою став бронзовим призером чемпіонату світу 1962 року.

## Клубна кар'єра
У дорослому футболі дебютував 1951 року виступами за команду «Універсідад де Чилі», кольори якої і захищав протягом усієї своєї кар'єри гравця, що тривала цілих вісімнадцять років. Більшість часу, проведеного у складі «Універсідад де Чилі», був основним гравцем атакувальної ланки команди і п'ять разів з нею вигравав чемпіонат Чилі в 1959, 1962, 1964, 1965 і 1967 роках.

## Виступи за збірну
17 вересня 1954 року дебютував в офіційних іграх у складі національної збірної Чилі в матчі Кубка Пасіфіко проти Перу (2:1). У 1956 році він брав участь у Панамериканському чемпіонаті, де Чилі посіла шосте, останнє місце, а Муссо зіграв в одному матчі проти Аргентини (0:3).
У складі збірної був учасником чемпіонату світу 1962 року у Чилі, на якому команда здобула бронзові нагороди, але на поле не виходив.
Загалом протягом кар'єри у національній команді, яка тривала 9 років, провів у її формі 14 матчів, забивши 3 голи.

## Титули і досягнення
- Чемпіон Чилі (3):

«Універсідад де Чилі»: 1959, 1962, 1964, 1965, 1967
- Бронзовий призер чемпіонату світу: 1962